# Qantas Airways
Qantas Airways je najveća australska zrakoplovna tvrtka sa sjedištem u Sydneyu.

## Povijest
Queensland and Northern Territories Aerial Service (QANTAS) je osnovana 16. listopada 1920. u Wintonu (Outback QLD), malom mjestu s oko tisuću stanovnika, što je čini drugom najstarijom zrakoplovnom tvrtkom na svijetu. Već 1921. sjedište tvrtke je prebačeno u Longreach (4.500 stanovnika), oko 180 km jugoistočno od Wintona, da bi se 1929. preselilo u Brisbane. Od 18. siječnja 1934. do 1. kolovoza 1967. tvrtka je nosila naziv Qantas Empire Airways, nakon čega se ime skraćuje u Qantas Airways.
Na samom početku Quantas je letio samo na regionalna odredište, da bi od 18. siječnja 1934. godine, u suradnji s Imperial Airways pokrenuli međunarodna odredišta, prvo od kojih je bio Singapur. Dana 31. svibnja 1945. Quantas prvi put leti za London, u suradnji s Avro Lancastrian. Let Sydney - London (Heathrow) i danas nosi oznaku QF 1.
Dana 1. travnja 1959. Quantas kupuje prvi mlazni avion (Boeing 707-138B). koji zamjenjuje Lockheedove, koji su letjeli od travnja 1954. Prvi Boeing 747 stiže 30. srpnja 1971. i preuzima sve letove prema Novom Zelandu, prema Dalekom istoku, Sjevernoj Americi i Africi.

## Flota
Qantas Airways flota se sastoji od sljedećih zrakoplova (7. siječnja 2016.)

## Međunarodni letni brojevi
(Neparni brojevi označavaju polaske iz Australije, dok parni brojevi označavaju dolaske) 
- QF 1, 2: Sydney - London (preko Bangkoka, tzv. "Kangaroo route")
- QF 3, 4: Sydney - Honolulu
- QF 5, 6: Sydney - Frankfurt (preko Singapura)
- QF 8: Los Angeles - Sydney
- QF 9, 10: Melbourne - London (preko Singapura)
- QF 11, 12: Sydney - Los Angeles
- QF 19, 20: Sydney - Manila
- QF 21, 22: Sydney - Tokio
- QF 25, 26: Sydney - Melbourne - Los Angeles (preko Aucklanda)
- QF 29, 30: Melbourne - London (preko Hong Konga)
- QF 31, 32: Sydney - London (preko Singapura)
- QF 37, 38: Melbourne - Wellington
- QF 39, 40: Melbourne - Auckland
- QF 41, 42: Sydney - Jakarta
- QF 43, 44: Sydney - Auckland
- QF 45, 46: Sydney - Christchurch
- QF 47, 48: Sydney - Wellington
- QF 51, 52: Brisbane - Singapur- Mumbai
- QF 53, 54: Adelaide - Auckland
- QF 57, 58: Brisbane - Wellington
- QF 60: Tokio - Sydney (preko Cairnsa)
- QF 63, 64: Sydney - Johannesburg
- QF 67, 68: Perth - Hong Kong
- QF 69: Brisbane - Tokio (preko Cairnsa)
- QF 71, 72: Perth - Singapur
- QF 73, 74: Sydney - Vancouver (preko San Francisca)
- QF 77, 78: Perth - Singapur
- QF 79, 70: Perth - Tokio
- QF 81, 82: Sydney - Melbourne - Singapur (preko Adelaidea)
- QF 90: - Nouméa - Brisbane
- QF 91, 92: Sydney - Nouméa
- QF 93, 94: Melbourne - Los Angeles
- QF 97, 98: Brisbane - Hong Kong
- QF 99: Brisbane - Nouméa
- QF 107, 108: Sydney - New York (preko Los Angelesa)
- QF 115, 116: Brisbane - Auckland
- QF 117, 118: Sydney - Wellington
- QF 119, 120: Sydney - Auckland
- QF 121, 122: Sydney - Queenstown
- QF 125, 126: Brisbane - Auckland
- QF 127, 128: Sydney - Hong Kong
- QF 129, 130: Sydney - Šangaj
- QF 131, 132: Darwin - Bali
- QF 134: Auckland - Melbourne
- QF 139, 140: Perth - Jakarta
- QF 149, 150: Sydney - Los Angeles
- QF 160: Tokio - Sydney (preko Cairnsa)
- QF 163, 164: Sydney - Auckland
- QF 167: Sydney - Tokio (preko Cairnsa)
- QF 168: Tokio - Brisbane (preko Cairnsa)
- QF 175, 176: Brisbane - Los Angeles
- QF 179, 180: Melbourne - Tokio
- QF 187, 188: Sydney - Hong Kong
- QF 189, 190: Sydney - Auckland
- QF 191, 192: Sydney - Peking

## Unutarnje poveznice
Najveće svjetske zrakoplovne tvrtke

## Vanjske poveznice
- Qantas Airways
- Muzej osnivača Qantasa

### Ostali projekti
|  | Zajednički poslužitelj ima još gradiva o temi Qantas |